# Bar Kohba

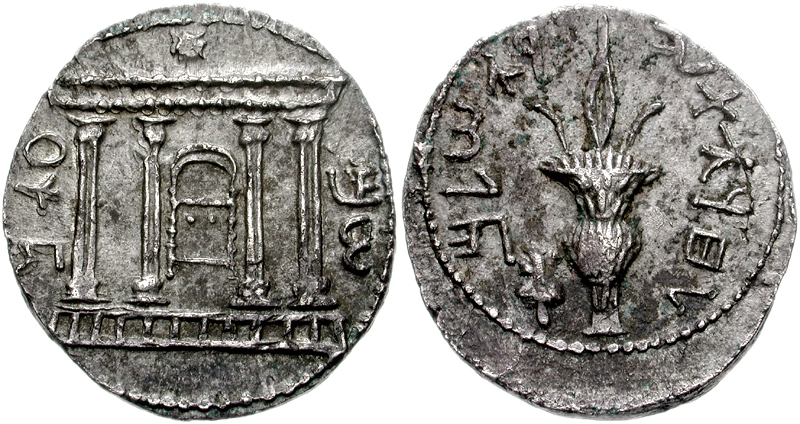
Monedă de argint (tetradrachmă) bătută de Bar Kohba.
Fața: Fațada Marelui Templu din Ierusalim. Verso: lulav și inscripția în alfabetul ebraic vechi „Pentru eliberarea Ierusalimului”

Șimon Bar Kohba sau Simon Ben Kosiba (în arameică și ebraică שמעון בר כוכבא‎ Shimon Bar Kohba) a fost un conducător evreu, cunoscut mai ales pentru Revolta lui Bar Kohba, mișcare insurgentă din anul 132, punct culminant în Războaiele evreilor împotriva ocupației Imperiului Roman. Revolta fiind temporar victorioasă, a pus bazele unei noi entități statale independente evreiești, pe care a condus-o cu titlul de Nassí (conducătorul: נָשִׂיא).
Statul răsculaților israeliți a avut o scurtă durată, căci în 135 a fost recucerit de romani.

## Numele
Numele Bar Kohba a devenit cunoscut din surse creștine. El este menționat, de exemplu, Βαρχωχεβας, de către Eusebiu din Cezareea (Istoria ecleziastică 4:6.2).
Sursele antice evreiești îl amintesc ca Ben Kosva sau Ben Koziva (de pildă în Talmud, Tratatul Sanhedrin 93b, Baba Kama 97b, Eikha Rabba capitolul 2).
Cercetări arheologice, care au găsit în Deșertul Iudeei, mai ales în peștera cu scrisori de la Nahal Hever, scrisori scrise de el sau care îi erau adresate
sunt semnate Shimon Bar Kosva (שמעון בר כוסבה‎) sau Ben Kosva (בן כוסבא, שמעון בן כוסבא), probabil numele său adevărat, citit de fapt Ben Kosiva sau Ben Koziva. O scrisoare descoperită în limba greacă sprijină pronunția Ben Kosiva: σιμων χωσιβα. În unele din epistole numele este însoțit de titlul pe care Bar Kohba l-a adoptat, cel de Nessí Israel ( Nassí = „prinț” sau „conducător”, deci „prinț” sau conducător al Israelului sau al lui Israel). Numele său figurează și pe greutăți de plumb emise în vremea revoltei.
Până la descoperirea scrisorilor nici numele său propriu nu era cert, și se presupunea că „Shimon Nessí Israel” de pe monedele cunoscute, este identic cu Bar Kohba sau „Barhohevas”.   
Numele Bar Kohba, însemnând în limba arameică Fiul stelei, ar proveni din interpretarea versetului biblic „O stea a coborât din Iacob” (Numeri,24,17  דרך כוכב מיעקב), căreia tradiția iudaică i-a atribuit un mesaj mesianic. Literatura rabinică de după înfrângerea răscoalei conduse de el, de exemplu învățatul Yossi Ben Halafta („Seder Olam Rabba”, capitolul 30), i-a atașat numelui o conotație negativă, Bar Kosva sau Bar Kosiva fiind deformat în Bar Koziva, בר כוזיבא, בר כוזבה adică „Fiul minciunii” (kazav = miniciună, în ebraică). În acelaș timp este posibil că și versiunea Bar Kozva a numelui exista și nu avusese la origine acest sens negativ.
În legătură cu proveniența numelui Kosva sau Kosiva, există mai multe ipoteze. După una din ele, ar putea fi numele tatălui său, sau putin probabil, ar fi un nume feminin, al mamei sale. După Joseph Millik, Kosva ar avea acelaș sens în arameică ca și Kosfa detamrey, o „masă de curmale”, reprezentând o poreclă după trăsături ale trupului. O ipoteză, mai verosimilă decat ultimele două, ar fi că  este vorba de numele unui loc, adică fiul locului repspectiv. A existat o localitate cu numele Kozeva (כּוֹזֵבָא) care este amintită în cartea biblică  „Cronici” ca făcând parte din teritoriul atribuit tribului Yehuda (Iuda) (Cronici I, 4, 22).

## Izvoarele
Mărturiile antice despre declanșarea, desfășurarea și deznodământul răscoalei lui Bar Kohba sunt răzlețe și fragmentare, în parte destul de târzii.
Sursa principală o reprezintă însemnările succinte din capitolele 12-14 din cele 69 ale „Istoriei romane” (Romaiká) a istoricului grec Dio Cassius (155-după 229), care a scris-o între anii 194-216.
Documentele pe papirus ale lui Bar Kohba însuși, care au fost descoperite la mijlocul secolului al XX-lea au in cea mai mare parte un caracter administrativ sau economic, și nu aruncă lumină asupra acțiunilor militare sau a unor fapte de însemnătate militară și politică legate de răscoală.

## Revolta lui Bar Kohba

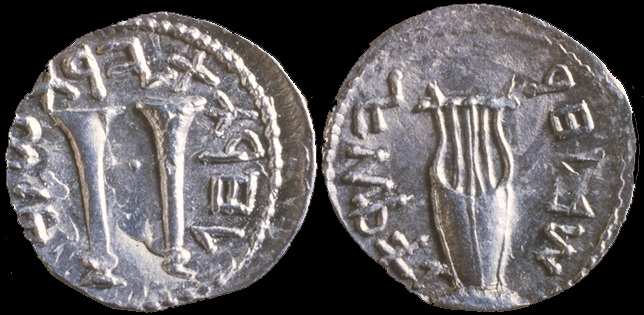
Zuz, dinar israelit de argint emis de Bar Kohba
Fața: trâmbițe înconjurate de inscripția "Spre libertatea Ierusalimului"Verso: O liră înconjurată de inscripția în alfabetul ebraic vechi "Anul al doilea al libertății Țării Israelului"

În ciuda pagubelor dezastruoase provocate de romani în timpul Primului Razboi iudeo-roman (66-73) care a lăsat populația și țara în paragină, o serie de legi
adoptate de împărații romani au trezit motivația pentru o nouă rascoală a evreilor. Historia Augusta, Hadrian 14.2, menționează ca împăratul Adrian a interzis evreilor să-și circumcidă copiii. La fel, tratatele „Avodá Zará” 8b ;i Sanhedrin 14a din Talmudul babilonean, amintesc că autoritățile romane au interzis evreilor să numească judecători din rândurile lor în litigii de despăgubiri și amende. 
După informația din Cronica lui Eusebiu, răscoala evreilor sau a iudeilor a izbucnit abia în anul 16 al domniei lui Adrian, al 4-lea an al celei de-a 227-a Olimpiade. Era în timpul guvernatorului Quintus Tinerius Rufus. Împăratul Adrian a trimis o armată pentru a zdrobi rezistența.
Bar Kohba, care s-a aflat în fruntea insurgenților, a pedepsit pe orice evreu care a refuzat să se alăture răscoalei.
Războiul dintre romani și evrei a durat de această dată cam doi ani și jumătate, excepție făcând asediul Betarului care s-a prelungit încă un an. În acest răstimp, împăratul Adrian a interzis evreilor accesul la Ierusalim și a decis că un nou oraș roman, Aelia Capitolina ,care îi poartă numele (Aelius Hadrianus), va fi zidit în locul celui vechi.
Revolta, izbucnită la circa 60 de ani după cea dintâi, a dus, în condițiile vitrege ale războiului, la stabilirea unei entități statale independente care s-a menținut vreme de trei ani și jumătate. Pentru mulți din evrei în vremea aceea, ea a fost privită ca începutul erei mesianice proorocite de profeți. Dar entuziasmul a fost de scurtă durată. Răscoala a fost în cele din urmă zdrobită de legiunile romane.
Inițial, romanii au avut dificultăti în fața unei forțe militare evreiești care era unită, spre deosebire de prima Mare Revoltă a iudeilor, când după mărturia lui Josephus Flavius, răsculații erau divizați în trei oștiri care vreme de trei săptămâni s-au luptat între ele pentru controlul Muntelui Templului,asta după ce romanii străpunseseră deja  zidurile cetății și își făceau drum spre centrul orașului.
De această dată, fiind inferiori numeric și după ce au suferit grele pierderi, romanii au adoptat tactica pământului pârjolit, care a redus si demoralizat  populația evreiască, zdruncinându-i motivația de a continua lupta. 
Bar Kohba s-a refugiat în fortăreața Betar. Romanii au capturat-o după un asediu care a durat trei ani și jumătate. După cum afirmă învățatul talmudist Shimon ben Gamliel în tratatul Taanit 4:5, 24 a-b. toți apărătorii cetății, în afară de el însusi, au fost uciși. În tratatul Eikha Rabba 2:5, amintește rabbi Yohanan că pe o stâncă din cetate s-ar fi găsit creierele a trei sute de copii, împreună cu trei sute de săculețe cu filacterii.
Rabban (Shimon) Gamliel spunea că în Betar ar fi funcționat cincisute de școli, și în cea mai mică dinre ele învățau nu mai puțini de trei sute de elevi. Aceștia erau gata să-i împungă pe dușmani până și cu indicatoarele de litere folosite în timpul lecțiilor. Dar  până la urmă au fost prinși de romani si arși împreună cu cărțile lor. După Dio Cassius, în timpul revoltei au fost omorâți în întreaga țară 589,000 iudei, iar 50 orașe fortificate și 985 sate au fost rase de pe fața pământului. Încă un număr neștiut de oameni au pierit de foame, molime și incendii.(Dio Cassius, Epitoma cap. 49, 14, 1-2).
Victoria romană însăși a fost destul de scumpă, căci anunțând-o în fața Senatului, împăratul a renunțat să-si înceapă raportul cu formula uzuală  „Dacă voi și copii voștri sunt sănatoși, totul este bine. Căci Eu și oastea suntem bine sănătoși.”
În anul 135 legiunile romane au izbutit să învingă Revolta lui Bar Kohba prin metode de represiune sângeroase și de o cruzime deosebită. Luptătorii prinși au fost crucificați, conducătorii schingiuiți până la moarte. Bătrânul conducător religios al revoltei, rabinul și înțeleptul Rabi Akiva a fost, se zice, jupuit de viu. Marea majoritate a populației evreiești rămase până atunci a fost exilată și împrăștiată în lume.